# Alcatel One Touch Scribe Easy
De Alcatel One Touch Scribe Easy is een phablet van de Franse fabrikant Alcatel-Lucent. Het toestel wordt geleverd met Android-versie 4.1.2. De phablet kwam in 2013 op de markt.
De Scribe HD heeft een schermdiagonaal van 5 inch (12,7 cm). Het aanraakscherm heeft een resolutie van 800 x 480 px en pixeldichtheid van 187 ppi. De Scribe Easy draait op een dualcore-processor van 1,2 GHz met een werkgeheugen van 512 MB. Aan de achterkant van de phablet bevindt zich een 5 megapixelcamera en aan de voorkant een camera om mee te kunnen videobellen. Standaard wordt een stylus meegeleverd, die op te bergen is in de standaard omheengebouwde hoes.